# Référendum constitutionnel ivoirien de 2000
Le référendum constitutionnel de 2000 de Côte d'Ivoire a lieu le  24 juillet 2000 afin de permettre à la population de se prononcer sur une nouvelle constitution.
Le nouveau texte constitutionnel est approuvé par une large majorité de 86,58 % des suffrages exprimés, pour un taux de participation de 55,97 %. Le résultat conduit à la promulgation de la nouvelle constitution le 1er août 2000, date à laquelle la Côte d'Ivoire passe à la Deuxième République. 

## Contexte
Le 24 décembre 1999, Henri Konan Bédié et le gouvernement sont renversés par un coup d'État militaire. Après cela, Robert Guéï devient chef d'État et nomme Seydou Diarra au poste de premier ministre. Il propose le remplacement de la Constitution ivoirienne de 1960.
La question posée est: « Approuvez-vous la Constitution qui vous est proposée par le Gouvernement de la République ? ». La Constitution ivoirienne de 2000 organise la Côte d'Ivoire sous la forme d'un régime présidentiel, avec un Président de la république élu pour un mandat de cinq ans renouvelable une seule fois et un parlement unicaméral composée de la seule Assemblée nationale. La nouvelle constitution abolit la peine de mort. Elle permet au président de convoquer des référendums sur sa seule décision. Ces derniers sont par ailleurs obligatoire pour réviser les articles de la constitution concernant le mode d'élection, le nombre et la durée des mandats du président, ainsi que l'article imposant cette restriction.
Dans la droite ligne de l'ivoirité, tout candidat à la présidence de la république doit être né de deux parents de nationalité ivoirienne. Le projet initial n'imposait cette règle qu'a un seul des deux parents, mais cette disposition est modifiée peu avant le vote par le général Guéï.
L'article 132 accorde par ailleurs l'impunité aux membres du Comité national de Salut public ayant mené le Coup d'État, qui sont ainsi protégés de toute poursuite.

### Résultats détaillés
| Choix                  | Votes     | %     |
| ---------------------- | --------- | ----- |
| Pour                   | 2 366 452 | 86,58 |
| Contre                 | 366 853   | 13,42 |
|                        |           |       |
| Votes valides          | 2 733 305 | 97,33 |
| Votes blancs et nuls   | 85 143    | 2,67  |
| Total                  | 2 808 241 | 100   |
| Abstention             | 2 209 023 | 44,03 |
| Inscrits/Participation | 5 017 264 | 55,97 |

| Pour 2 366 452 (86,58 %) |  | Contre 366 853 (13,42 %) |
| ▲                        |  |                          |
| Majorité absolue         |  |                          |